# 俺らいちぬけた (岡林信康の曲)
『俺らいちぬけた』（おいらいちぬけた）は岡林信康が、1971年7月20日にURCレコードから発売したシングル。

## 解説
後に発売になるアルバム『岡林信康アルバム第3集 俺ら いちぬけた』からの先行シングル。ただし、『申し訳ないが気分がいい』は、アルバムとは別バージョン。
「おれも歌い出した頃は、歌というものをなめてたよね。歌は戦いの武器やとか、道具やとか。イデオロギー信奉して、まわりの人たちみんなが味方や思うて盛り上がった。ところがやってるうちに、なんか違う。そんなふうに思い出すと、まわりがえらい支持してくれるのが、かえってヘビーやった」イデオロギー、偶像化、そのどれとも真正面から向き合い、死力を尽くして戦った。しかし結果は無残なKO負け。敗れたボクサーはリングを去るしかなかった。そんな心境を歌にしたのが、この「俺らいちぬけた」である。
この「俺らいちぬけた」がカントリーっぽくなっているのは、都会の騒音の中での生活はやめようと決めているから。穏やかな田舎を感じさせるような作品にしたかった。ただ柳田ヒロはロックでこの歌をやりたくて、そのバージョンでの録音も行われている。

## 収録曲
全作詞・作曲・歌：岡林信康、編曲：柳田ヒロ

### SIDE A
1. 俺らいちぬけた  –  (3:37)

### SIDE B
1. 申し訳ないが気分がいい（シングル・バージョン）  –  (4:45)

## レコーディング・メンバー

### ミュージシャン
- 唄  –   岡林信康
- ギター  –  鈴木慶一、和田博己
- ピアノ、オルガン  –  柳田ヒロ
- ドラム  –  戸叶京助
- ベース、エレクトリック・ギター  –  高中正義
- バンジョー  –  岩井宏
- スチール・ギター  –  小林潔
- フィドル   –  玉木宏樹
- フルート  –  衛藤幸雄
- ストリングス  –  71ストリングス

### スタッフ
- Mix.  –  梅津達男
- R.D.  –  田川律、柳田ヒロ
- Photo.  –  川仁忍
- A.D.  –  黒田征太郎
- 制作  –  アート音楽出版